# Plédéliac
Plédéliac (bret. Pledeliav) – miejscowość i gmina we Francji, w regionie Bretania, w departamencie Côtes-d’Armor.
Według danych na rok 1990 gminę zamieszkiwały 1232 osoby, a gęstość zaludnienia wynosiła 24 osoby/km² (wśród 1269 gmin Bretanii Plédéliac plasuje się na 496. miejscu pod względem liczby ludności, natomiast pod względem powierzchni na miejscu 73.).